# 天を支える者
『天を支える者』（てんをささえるもの）は、前田珠子による日本のライトノベル。イラストは明咲トウルが担当している。コバルト文庫（集英社）より2003年12月から刊行されている。

## あらすじ
虹の色を冠した7人の神によって作られた世界。その天と地の狭間には「空（くう）」があった。強大な力を持つ彼らは直接その世界に介入できないため、全部で108の神宝を造り、それが半身と認めた人間を柱神として天と地の間に立たせることにした。
しかし、ある時期からその制度を人々が悪用したため、神宝が歪んでしまい、長い時間をかけてその数が半減してしまった。それを受けた神々は残された神宝を守るため、その半身を見極めさせる選定者を人々の中から選び出すようになった。
これはその1人に選ばれた16歳の少女・ナルレイシアの物語である。

## 登場人物
声は、Cobalt2009年11月号の応募者全員サービスドラマCD「Cobalt CD PREMIUM 2」のもの。

### 主要人物
ナルレイシア・フォイリリル・ダカール
声 - 佐藤有世
主人公。ディエーン王国の片田舎・フィレア出身。ツインテールにした華やかな金髪と、黄玉のような瞳が特徴の10代半ばの美少女。親しい者は「ナーシア」と呼ぶ。父親が国内より国外に名高い「ダカール商会」を経営しているため、家具などが特注品かそうでないかを見極めるくらいは出来る目利きであり、名義上、実家の株を5分保有している大株主でもある。
幼い頃から「間一髪」「死んでいてもおかしくない」という事件に両手の指では足りないほど巻き込まれてきたため、地元では「不幸中の幸いの権化」と呼ばれる。それらの事件のトラウマで「雷恐怖症」や「高所恐怖症」をはじめとした複数の恐怖症を持つが、その分修羅場慣れしており、ドレス姿で街中を疾走することも出来る。物心つく前から度々誘拐されており、悩みに悩んだ母親の苦肉の策で、デフォルトの髪型を「東方世界の髪型を参考にした」ツインテールにすることで、目印とした。
フィレアでは女性があまり高い教養を持つ必要はないとされているが、彼女はいわゆる本の虫で、集中すると寝食を忘れてしまう悪癖を持つ。軽微な損傷なら本を修理することも出来る。また、実家の裏山に無断で隠居している老人・ギスカリールの教えを受けており、彼の蔵書のほとんどを読破し、彼から教わった普通とは異なる速記文字を書くことも出来る。
故郷では、オーブエル男爵家に（蔵書が目的で）行儀見習いとして上がっていたが、王都に遊学している嫡男が帰省した際に迫られ、拒絶したところ、ないことないことでっち上げられ、尾ひれをつけた噂とともに追い出されてしまった。その後、ギスカリールに紹介された、「王都に住む老婦人の話し相手兼蔵書管理」の仕事を引き受け、災難に巻き込まれながらも王都へたどり着いた直後に、黄属の神宝と選定者の証である特殊な神聖硬貨4枚を偶然手に入れてしまい、波乱の運命を辿ることに。
選定者となって以降は、半身を見極めるための異能として、その素質を持つ者の周囲に、感情に連動して発生する様々な色の光を視るようになる。また、自身は「精霊の気配を感じることが出来ない」と思い込んでいるが、実際は存在の有無程度なら感じられる。
リンシィア・セレナイダ・ファヴァイナ
ディエーン王都・ロスタロイドに暮らす銀髪の老婦人。周囲からは敬愛を込めて、尊称つきのファティ・リンシャと呼ばれている。その屋敷は精霊の加護を受けており、鍵もかかっていないのに、出てきたばかりの玄関扉が開かない、邪な心を持つ者には屋敷が見つけられずたどり着けない、など不思議な現象に見舞われることから「魔法屋敷」「呪いの館」の異名を取る。長年集めてきた蔵書は質も量も申し分ないが、傷んでいる物が多い。
ギスカリールの昔馴染みで、ディエーン王国の当代柱神・アマンシールの友人。ナルレイシアの新たな雇い主で、優しく朗らかな性格だが、何事にも楽しみを見出そうとする癖を持つ。当初は他国の柱神の縁者とされていたが、実は柱神の1人であり、現在存命の柱神の中で最も長寿とされる。20年ほど前までは隣国であるイアンダールを守護していたらしいが、アマンシールの頼みを受け、ガスカールを養育するため、ディエーンへ移ってきたらしい。
幼くして両親を亡くしたガスカールの育ての親の1人でもあり、ガスカールから非常に慕われている。
ガスカール・トーディアル・アルス・エルスカーネ
エルスカーネ公爵。黒髪にディエーン王国の前王家・エルスースの特徴である紫の瞳を持つ、二枚目の美青年。その瞳から「紫公爵（しこうしゃく）」の異名を持つ。親しい相手には「カール」と呼ばれることが多い。異能者の気配を「幻臭」として嗅ぎ取る異能を持つ。
前王家の特徴（黒髪に紫瞳）を持つため、前王家復興を目論む者たちの神輿に担ぎ上げられかけたり、それを阻止しようとする者たちによって暗殺されかけた過去を持ち、15年前に両親を暗殺で失っている。なお、貴族の中ではエルスカーネ公爵家のみ、エルスース王朝の王女が降嫁したという公式記録があり、彼の瞳はその先祖返りであるとされるが、実際は、アマンシールによると「精霊に愛される者」の証でしかないらしい。精霊たちとの積極的な交信能力は持たないので、アマンシールが精霊たちに言い聞かせていることもあり、実害はこうむっていないようだが、彼の感情に精霊たちが反応することも。
両親を失ってからは長く心を閉ざしており、心配したアマンシールとファティ・リンシャが親代わりとなっていたため、現王家の人々ともそこそこ仲がよい。そのファティ・リンシャを心配するあまり、彼女が新しく雇った少女の素性を調べ上げて報告したが、情報元が問題の貴族に買収された家人だったため、ナルレイシアに対する印象は「最悪」で、ことあるごとに「山猿（あるいは「猿娘」）」「出て行け」と口にする。そのため、ナルレイシアの彼に対する印象も「最悪」で、初対面以来口喧嘩が絶えないため、お互い天敵と認識している。
ナルレイシアが選定者だと判明してから、当代柱神・アマンシールに、彼女の護衛役を命じられる。護衛役として一緒にいる時間が増えたことで彼女に振り回されては、度々の口喧嘩に加えて小言めいたことも口にするようになり、心の鎧がはがれかけているのだが、それに気づいているのは親代わりの2人と付き合いの長いスカルトードくらいのものである。
スカルトード・ナネリーアン・フォスカリク
ディエーン王国の近隣国であるガライラ大公国出身。緑がかった金髪に灰緑色の瞳を持つ、人外とも評される美貌の青年。その美貌ゆえに素顔を晒すだけでも人々の動きを止めてしまうが、それでは日常生活にすら支障が及ぶため、超絶美貌をそうとは悟らせない「気配支配」という特技を持つ。「スカー」と呼ばれることが多い。ディエーン王国では、特殊な神官職である「奇跡及び神罰調査委員会」の長を務めている。
王都到着直後に酔漢にぶつかられて昏倒していたナルレイシアを見つけ、馴染みの宿屋「踊る赤馬亭」に連れて行って介抱した。その際、目覚めた彼女がなくしたと言う本の題名を聞いて目を輝かせたほどの本の虫で、以来彼女と「本の虫同盟」を結成。その友情のおかげで、彼女とは目を合わせるだけである程度通じ合う。また、ナルレイシアから聞いたギスカリールの蔵書に興味を持っている。
ガスカールの2つ年上で、大伯父にファティ・リンシャの屋敷へ定期的に連れてこられたため、ガスカールとは幼馴染とも言ってよく、ナルレイシアに関わるようになったガスカールの変化にも気づいている。
ある事情から、幼い頃は性別を偽って生活しており、家の外へは出られなかった。そのため、恥ずかしさもあって、女の子として育てられた過去とその頃に得た知識を披露することは極力しない。
大伯父がガライラの柱神で、よく似た容姿の持ち主であるため、大伯父が行方不明になる度、影武者として呼び戻される苦労人でもある。
リーイン・ル・ファン
東方世界出身の結界術師。黒髪の青年。ある事情から祖国・ハーンを追われ、追っ手持ちの身（ただし、これは濡れ衣の可能性あり）。当初はナサリエル公爵家と契約していたが、その主が幽閉していた少女が、ナルレイシアが探していた次代柱神であったため、後金を放り出して逃走。しかし『緑の章』において、ある事件がきっかけでナルレイシア一行と再会し行動を共にする羽目になる、可哀想な人。

### 柱神とその縁者
アマンシール
フルネームはガジェストリオ・アマンシール・アルス・ファラスース。ディエーン王国当代柱神。黄属の神宝「貴人の午睡」の半身。
現王家・ファラスースの初代国王の弟で、黒髪に灰色の瞳を持つ。30代前半の容姿だが、すでに100年以上は生きている。柱神として覚醒すると同時に元々持っていた権力等を放棄することが多い柱神の中で、数少ない「王家の一員」としての権力を保持したままの柱神である。柱神が選ばれるごとに王朝交代劇が起こるディエーンにおいて、それを阻止しようと候補者達を王家の養子とする作戦に出た。これは本来、彼が柱神候補と判明する前に、柱神の代替わりによる王朝交代劇の流血沙汰をなくそうと、家族やエルスース王家の協力を得て画策していたもの。なお、彼が柱神となった時の選定者は何者かに暗殺され、第2候補だったマルシアス侯爵家の次男も暗殺と思われる不審死を遂げた。
当主である父・リュシアンドは国王の又従兄弟にあたるという家系の、経済や外交を得意とするファラスース侯爵家の三男に生まれるも、政治や経済より自然科学に興味を持ち、それらを学ぶべく大貴族の息子でありながら王立学院への入学を希望し続けた変り種。何とか入試を乗り切ったため、国王の興味を引いたらしく、11歳の時父親に連れられて王宮へやってきた時に、庭の散策をしていて迷子になり、クランクレイアと出逢った。以来、話し相手として度々王宮に通うも、恋愛感情に疎く、結果的にクランクレイアとの間をよくフィオーンに取り持ってもらっていた。
ガスカールの育ての親で、ガスカールにとって頭が上がらない人物の1人。
ギスカリール
フィレアのダカール家の裏山に無断で隠居している老人。アマンシールが神籍に入る前からの悪友で、柱神の縁者であるらしい。もともとはアマンシールの王立学院での友人・ハーリクの父親の知人。ナルレイシアを「リル・ナーシャ」の愛称で呼ぶ。また、ナルレイシアからは「お師匠」と呼ばれている。暗黒期以前に書かれ、現在は禁書とされる本をいくつか所蔵している。
ナルレイシアの父が幼い頃から現在と同じ老人の姿であり、度々からかわれたため、老人を大切にする風潮があるフィレアにいながらも、彼からは「妖怪爺ぃ」と呼ばれ、嫌われている。
本人曰く「生まれたときから成長が遅かった」らしく、『古戀唄』の時点では外見が二十歳前後なのにも関わらず、クランクレイアの実父であるクアン・クランドの幼い頃からの友人であり、20年以上外見が変化していないという。クランクレイアの実父から彼女の母を見守るよう頼まれていたこともあり、彼女を大切に思っていて、彼女に近づくことを許されているアマンシールを度々試していたが、彼が柱神候補となったことで相談役の1人となった。コーランジュとも顔見知りの間柄。
ネイスリーズ
ガライラ大公国の柱神。スカルトードの大伯父に当たり、外見は双子のようにそっくり。紫属の神宝の半身。
現在、最強といわれる紫属の柱神が極端に少なく、「精霊の声を聞いた」と言っては行方をくらますため、周辺の人物を翻弄する。また、「身内の敵はわたしの敵、女性の敵もわたしの敵」を信条のひとつとして掲げている、やや迷惑な人ではあるがその力は本物。
プライドの高い幻獣・雷馬の「閃公」を友人とし、頼み込んで函型の車を牽かせたことがある。
出会った当初の事件以来、ナルレイシアを「黄金の小鳥姫（あるいは「小鳥姫」）」と呼び、ランディータを「琥珀の女神（あるいは「女神」）」と呼ぶ。
ユーカリィヤ・アライア・アルス・オースリン
ディエーンの斎王院で生活している次代柱神候補の1人で、侯爵令嬢。病がちな体質の少女で、13歳だが、痩せており年齢より幼く見える。家族や親類に「病弱」を連呼され続けて育ったためか、やや遠慮がちな性格だが、貴族の令嬢としての態度はしっかりしている。ごく親しい人には「ユーリ」の愛称で呼ばれる。
柱神としての潜在的な素質は、5人いる斎王のうちで最も高いとされる。生き別れた双子の妹と度々夢の中で交感していたが、ある日彼女の危機を知り、ナルレイシアらに救援を求めた。また、実家にいた頃、次期王太子と見なされる王子ウォルカードと出会い、王や両親の許可を得て文通していた。
リオライーシャ
黄属の神宝「黄昏の黄金」に選ばれた次代柱神の少女。13歳。生まれてすぐに里子に出され、その存在が伏せられていた、ユーカリィヤの双子の妹。3歳で大きな病を患って以来病弱な姉とは違い、健康優良児である。親しい人には「リーシャ」、養父母には「リオ」の愛称で呼ばれる。男の子のような服装と肩にかかる程度に揃えた金褐色の髪と青い瞳が特徴。
姉妹の交感は毎夜あるわけではないものの、その日あったことを追体験するように行われ、食べ物の味や体調なども感じ取れる。また、選定者であるナルレイシアは、黄神神殿で説明を受けていたときに「助けて」と呼びかける彼女の幻影を見ている。
実の両親が事故で亡くなった後、ナサリエル公爵家に誘拐され幽閉されていたが、運良く脱出に成功し、姉とは知らないままユーカリィヤに会うためロスタロイドまでやってきた際に、ユーカリィヤの話を受けて動いていたナルレイシアと偶然出会うも、公爵家に連れ戻されてしまう。しかし、一緒に連れてこられたナルレイシアが仮死状態に陥ったのがきっかけで力が暴走、公爵家の上空に金色の竜の幻影を生み出したことで、神宝の半身であることが判明。ガスカールらによってナルレイシアと共に無事助け出された。
その後、次代候補の1人として斎王院に入っていた姉と入れ替わった。柱神となるのは成人の儀式を終えてからとのこと。
ウォルセン・ディーシア・オルス・マルシアス
緑属の神宝「翠唱子」に選ばれた次代柱神の青年。ナルレイシアと同年代。緑がかった栗色の髪と、緑寄りの榛色の瞳を持つ。線が細く色白なため、鬘と女装で性別をごまかせてしまうのが悩みの種。精霊に愛されており、その姿を見て会話することが出来る異能を持つ。「マーシャスの女神」と呼ばれた先祖の女性・ファタランテの額にあったという緋色の痣が左腕にある。特技は胡琴と歌で、妙歌星と呼ばれた彼女と同じ。
そのため、一族としては名ばかりの貧乏貴族という分家のひとつに生まれた彼は、両親と引き離されないよう他人には痣と異能を隠してきたが、7歳の頃、偶然やってきた本家に近い血を引く分家の少年に見つかってしまったのがきっかけで両親と引き離されて本家の養子となり、彼女が定めたという「約束の地」の場所を教えろと、度々迫られるようになった。
脅すように迫ってくる親類にうんざりして死を選びかけた彼を救った、義兄に当たる少年・アシュアイードと絆を結んでいるが、精霊との交流すら封じられた長い幽閉生活に耐えかねていたところ、リオライーシャが力を暴走させた際に彼を閉じ込めていた結界が壊れたため、何度目かの家出を決行。義父である侯爵は「自分の息子以外を後継者にするつもりはない」とかつて彼に明言していたが、聖印をもつ自分を当主の座に据えようとする一派や排除しようとする一派といった複数の追っ手から1年もの間逃げ回っていた。この間、幼い頃にアシュアイードの母から教わって腕を磨いた裁縫と編み物の腕を利用して生計を立てているが、外出時、男装ではすぐにバレてしまうので、コンプレックスを逆手に取るように女装し、ミドルネームの「ディーシア」と名乗っていた。アシュアイードのみ彼を「ディー」と呼ぶ。
当初から彼を見極めたナルレイシアが付きまとったため彼女の悪運に振り回され、さらにアシュアイードとの絆を守るため神宝を拒んでいた。しかし最後は神宝を受け入れ、ファティ・リンシャの知人である柱神たちを巻き込んだ大芝居を打ち、一族のしがらみから抜け出す。
アシュアイード・ヴィーオラ・オルス・マルシアス
ディエーン南部の都市・アシャスを治めるマルシアス侯爵家の次期当主。褐色の髪と翡翠色の瞳を持つ美青年で、ずば抜けた頭脳と采配力を持つが、体が弱く寝込みやすいのが玉に瑕。ウォルセンからは「アッシュ」と呼ばれる。
1つ年下の義弟・ウォルセンを偏愛しているが、そのウォルセンを、当人に知らせず囮として使うなど、性格は結構黒い。父である侯爵が不審死を遂げて以降、ごく一部の親族にのみ事実を告げ、自身は影武者を立てて寝込んでいるように見せかけ、当主代行として一族の粛清を実行。その後、正式に侯爵家当主となり、400年ぶりに王家に伺候した。
クランクレイア
『古戀唄』に登場。王家エルスースの末の王女。愛称は「クラン」。紫の瞳と紫がかった黒髪をもつ。精霊に愛されており、その助力を得て空を飛ぶこともやってのけるお転婆で、王女らしからぬ口調で話す。「王と夢で逢瀬を重ねた女神が連れてきた娘」という話だが、実は隣国・ルーシアルの柱神と病弱な王妹の間に生まれた娘で、体の弱かった実母が病に倒れたため、その兄である王に引き取られたというのが真相。
7歳の頃、当時侯爵家だったファラスースの三男（アマンシール）と偶然出会い、「女神の娘」と噂される自分に対して、王女と臣下としての対応をしたアマンシールに興味を覚えたことで、話し相手とすることを父に頼み込んだ。王と王太子であるフィオーンには可愛がられているが、その弟であるケルティス王子と王妃には疎まれており、幼いながらも立場を思うがゆえに、フィオーンに全力で甘えることを自ら禁じていることもあって、植物採集という趣味が共通するアマンシールを「ジェス」と慕い、甘えてきた。
そうして交流するうちに恋に落ちるも、彼が柱神候補となったために、兄とも慕う王太子フィオーンに命を狙われたところをアマンシールの元に飛び込んできた神宝によって救われた。その後、アマンシールとともに20年眠り続け、目覚めてから5年後に、兄の代わりに王位を継いだケルティスの側室の1人が産んだ、自分と同じ特徴を持つ娘・アランヴィータを妹分として預かった。アランヴィータがエルスカーネ侯爵家の嫡男・アスクライムと結ばれた後、自身はアマンシールとの間に子供を身ごもり、無事に出産するが、衰弱が激しく、回復することなく亡くなる。生まれた子供はアランヴィータが引き取り、養子として育てた。
コーランジュ
『古戀唄』に登場。「貴人の午睡」の半身（アマンシールの先代）。エルスース王家初代国王の母親にあたり、柱神となった時はすでに50歳を越えていた婦人。200年は生きていたが、老いの兆しを感じ始め…。
王宮の庭の一角に精霊たちに結界を張ってもらい、屋敷を構えていた（その後、次の柱神となったアマンシールがクランクレイアとともに住む）。
アマンシールの頼みを受けて、次代柱神の候補者を王家の養子とする作戦に協力するが、筆頭候補がアマンシール自身であることや、第2候補がマルシアス家次男だったことを受けて頓挫。アマンシールが拒み続ければ命に関わることや、それでもクランクレイアとの生活を望んでいることを知っていて、「神殿（選定者）に預けた神宝を奪って、駆け落ちする」という作戦を提案した張本人。
クアン・クランド
『古戀唄』に登場。クランクレイアの実父にして、ディエーンの隣国・ルーシアルの当代柱神。
もともとはルーシアルの第二王子で、ディエーン留学中に王宮の庭で迷ったところ、王妹・オルレイジア姫と出会い、恋に落ちた。
女性関係が派手だったらしいが、ルーシアル王家に呼び戻された際、いずれ正式にオルレイジアを迎えるため父に話を通す前に、次代柱神であることが判明。神宝に触れた途端に昏睡状態に陥った。その後10年以上仮死状態になったため、王家が死亡を発表したというやや可哀想な境遇の柱神である。
昏睡した時点でオルレイジアは身ごもっていたが、父親の名は信頼の置けるごく少数にしか明かさなかったらしい。しかし、クランが10歳になる年の豊穣祭の日にディエーンを訪れ、彼女の後見に立つことを公に表明した。

### その他
ランディータ
王都の下町に店を構える宿屋兼食堂「踊る赤馬亭」の若き女将。何人もの従業員を使っている関係かあっけらかんとした性格で、南と北の特徴が見事に融合した豊満な褐色の肌と淡い金髪が特徴。
実は王家直属の諜報部の一員で、店はアジトとしても使われている。店もこちらの仕事も「亡くなった旦那の後を継いだだけ」と言うが、どちらの仕事も有能。
なお、宿の名前でもある「赤馬」とは火事の隠語。
マルルーネ・セライ
『罠は、蜜の味』に登場。ナルレイシアの故郷での幼馴染。肉牛の加工までやっている牧場主の娘。セライという姓も、マルルーネという名前もフィレアでは多いため、よく自分の名前を変えてはナルレイシアに呼ばせていたという変わり者。なお、男の趣味も変わっており、社会的実績のある壮年以降の渋い男が好きらしい。
従姉のイリアーナが、オーブエルの「馬鹿様」の毒牙にかかり、その子供を身ごもったこと、それでも「馬鹿様」を本気で愛していることを、王都で再会したナルレイシアに告げた。
ニドヴァール
『黄の章』第1巻と『罠は、蜜の味』に登場。フィレアのオーブエル男爵家の令息。ナルシストで、「自分に心惹かれない相手はいない」と思い込んでおり、マザコン。王都に遊学中で、王都でも故郷でもいろんな女性に手を出していた。家格至上主義の“馬鹿君”。
ナルレイシアが彼の強引な誘いを拒絶したため、自分を溺愛する母親に「誘惑したのはナルレイシアの方」などと吹き込んで、尾ひれを付けた噂とともに追い出したが、王都で遭遇した時には「きっぱり振ったのに追いかけてきた田舎娘」として相手をしたため、事情を知るランディータやスカルトードの怒りを買った。
なお、彼を罠にかける策の一端として、ネイスリーズがガライラ大公弟・エリエンスに話を持っていって根回しし、実家の財産のほとんどは差し押さえられたらしい（管理人はガスカール）。
イージニアン
『罠は、蜜の味』に登場。ヴィシャール伯爵家の次男でニドヴァールの悪友。実家を継ぐ必要がないため将来神殿に入ることになっている。実家の事情で一時ガライラ大公国に住んでいたため、ネイスリーズの姿を知っていた。仮面舞踏会の会場でナルレイシアらの策にはまったニドヴァールを助けようとしたが、スカルトードの素顔を見たことで手のひらを返す。
アゼルフィア
『緑の章』に登場。幼い頃、母親が病気で倒れたため神殿に預けられ、そこで5年を過ごしたため准籍を持つ少女。
歌が得意だった老人セラ・オロイードを慕っており、彼が亡くなる際に「神殿に届けて欲しい」と、神宝とは知らずに腕輪（翠唱子）を託された。以来、南の生まれだと言う彼の「生まれ故郷の神殿に届けたい」とお金を貯めていたが、ひょんなことから腕輪がナルレイシアの手に渡ったため、神殿の「見届け役」を担う。が、ナルレイシアと行動するが故に、彼女の災難に巻き込まれる。
ハーリク
『古戀唄』に登場。アマンシールの王立学院での同級生にして寮のルームメイト。ハシバミ色の瞳とそばかすが特徴。実家は土産物屋でそこそこ王族についての情報を持ち、さらに伯父が茶道楽なため、お茶を淹れるのがうまい。校内で実家の商品である王族の肖像画の注文を聞いては、週末ごとに実家に取りに行っている。
「銅版画を土産物に出来ないか」と試作品を実家に持ち込んできたことでギスカリールと知り合い、ギスカリールとアマンシールの間をつなぐ。王立学院では孤立しがちなアマンシールの数少ない友人で、ギスカリールからアマンシールが次代柱神の筆頭候補であることを知らされても態度を変えなかった。王立学院を卒業後は実家を継いだらしく、彼が眠りに就いてから目覚めるまでの間、定期的に彼の眠る繭が安置された神殿に通い詰めていたらしい。
フィオーン
『古戀唄』に登場。エルスース王家の国王・エスライドの長男で次期国王と目される王太子。クランクレイアを妹として大切に思っており、その出生についても知っていた。自身は隣国の王女であった母が持ち込んでくる、母の祖国に有利な縁談に悩まされているが、父と相談した結果、アマンシールとクランクレイアを結婚させてもいいと、度々2人の間の世話を焼く。
しかし、アマンシールが次代柱神の筆頭候補となったことから王家のために彼の殺害を試み、彼の危機に飛び込んできた神宝に阻まれ命を落とした。

## 用語
虹神（こうじん）
この世界を作ったとされる7人の神々。黄神、朱橙神など虹の各色の名で呼ばれており、各地に神殿がある。強大な力を持つが故に、直接介入してはせっかく生み出した世界を破滅させかねなかったため、柱神という存在を作り出した。東方世界で竜神と呼ばれているとおり、その姿は竜であるらしい。
本作の主な舞台であるディエーン王国は、長い間黄属の柱神の加護を受けているため黄神神殿の権威が高く、権門排除に躍起になっているが、その代わり他の6神殿の腐敗がひどいらしい。
神宝（しんぽう）
「空（くう）」を支える柱神を選ぶため、神々によって作られた物。総じて装飾品（指輪・腕輪など）の姿をしており、属性に合わせた石がひとつ填め込まれている（正確にはこの世界の石ではない）。
暗黒期以降は力が弱まっていることもあり、1度半身を選んでしまうと変更は出来ず、半身に近づくと石の明度が上がったりする。更に、選んだ半身に合わせて意匠や姿を変えることもある。
柱神（ちゅうしん）
虹神が作った神宝に選ばれ、神籍に入った人物。身に着ける神宝の属性から「○属の柱神」という呼ばれ方をする。暗黒期以降は神宝の歪みの度合いによって変化に個人差が生じており、数ヶ月かかる者もいれば数十年かかる者もいる。なおその間は仮死状態である。総じて長寿で、無条件に精霊達に愛される。そのため、個々人の好みの違いはあれど、柱神が住んでいる地域は住みやすい環境が整う。紫属の者が特に力が強いとされるが、暗黒期以降は他の属性に比べて数が激減している模様。
暗黒期以前は総勢108人おり、各属の柱神の長老たちによって半身が見極められてきたが、俗世の欲によって制度が歪められた暗黒期に半減して現在は60人ほどしかいない上、暗黒期以前と比べると寿命が短いらしい（暗黒期以前には千年を超す者もいた）。「御柱の君」とも呼ばれる。柱神となった際に肉体の老化がほとんど止まる。
暗黒期以前の神宝の半身は、神宝を身につけた状態で柱神と交わることで柱神となり（この際、自分の神宝と交わる柱神の属性が異なっても構わない）、瞳の色が神宝の属性の色へ変化する。また、強く拒否すれば人間として生を終えることも可能であったが、暗黒期以降に神宝の半身として選ばれた者には拒否権がなく、あくまで拒み続ければ、「資格なし」として神殿により暗殺される可能性もある。
元が人間であるため、情や血族に縛られがちではあるが、柱神としての務めは、そんなものには縛られず、自分を選んだ神宝とともに世界の何処かに居さえすれば果たせるらしい。
長老（ちょうろう）
暗黒期以前に存在した柱神の制度。各属の中でも特に長く生きている3名のことで、上から順に位階の異名で呼ばれる。半身を欠いた神宝は同じ属性を持つ彼らの元に届けられ、新たな半身が見極められるまで保管される。

選定者（せんていしゃ）
暗黒期以降、神宝の半身を見極める役目を負った人物。虹神によって選ばれる。大抵は識者や哲学者といった、わりと高齢の人物が柱神1人につき1人選ばれるため、複数の柱神の見極めを任された上、16歳のナルレイシアはいろいろな意味でイレギュラーな存在。東方世界では「選の巫女」と呼ばれる。
呼称の問題か、権力者や貴族の間では「選定者が次代の柱神を選ぶ」と誤解されており、候補者の縁者から賄賂攻めに遭いやすく、徴を持たない者を柱神とすれば、一族含めて神殿から破門されるなどの神罰が下る。運が悪ければ暗殺される恐れもある危険な役目でもある。
神聖硬貨（しんせいこうか）
各神殿で鋳造されている硬貨。金銭としては使えないが、お守りとして持ち歩く者が多い。普通の神聖硬貨は祀っている神の横顔が刻まれているが、鋳造された記録はあれど一般には出回らない、選定者の証である特殊な神聖硬貨は正面から見た顔が刻まれている。また、無事に選定を終えると硬貨の縁が光を帯びる。
聖印（せいいん）
エルアク大山脈という高地で暮らす、傭兵として名高いマンディアル族から追放されるように平地へ降りてきたマーシャス一族が滅亡しかかった頃の当主の妻ファタランテの額にあったという緋色の痣。翼を持つ蛇が卵のようなものを抱えているように見える。
ファタランテは緑属の柱神であったため、その力を発揮して滅亡を回避したと言われており、これを身体のどこかに宿して生まれた者は彼女の生まれ変わりと見なされ、ファタランテが遺言として残した「約束の地」に一族を導くと信じられており、かつて生まれた2人はそれぞれ当主の座に就いて采配を振るった。しかし、3人目の「聖印の子供」であるウォルセンは遠い傍流の生まれで、痣の存在ゆえに本家の養子になったため、一族による、意に沿わぬ次期当主争いに巻き込まれている。
東方世界（とうほうせかい）
エルアク大山脈を境とした、ディエーンやその周囲の「西方世界」とは別の系統をもつ文化圏。西方世界より言霊の圧力が強い（ただし、結界術師には西方世界でも同じ程度の圧力がかかる）。
結界術（けっかいじゅつ）
東方世界生まれの特殊な術。一定の空間を隔離し防御するほかに、人の感覚を誤魔化すものや、人の出入りを制限するもの、精霊にまで効果が及ぶものもある。暗殺に応用することも出来る。ハーンの皇家はたくさんの術者を抱えており、反発する者を彼らに粛清させてきたらしい。
マギル・レヴィン
ディエーンに暮らす読書家で知らぬ人間はいないとまで言われる文筆家。小説や評論、歴史書などその著作は幅広く、時代によって微妙に文体などが異なるが総じて評価の高い作家。最初の著作は作中時間で2世紀近く前に刊行されているため、名前を代々継いでいる作家集団であるという噂はあるものの、その姿を現すことはない覆面作家でもある。
ファティ・リンシャはその著作をほぼ全て所有し、ナルレイシアもギスカリールが所有している著作をほぼ全て読破済み、スカルトードも新刊が出るとあれば目の色を変えるほどのファンである。
ディエーン
本作の主な舞台である王国。王都はロスタロイド。南北に広がったそれなりの大国で、ガライラ大公国とは国境こそ接していないものの、近隣国として友好関係にある。黄属の柱神に長く守護されている。
約200年ほどの周期で起こる柱神の交代と前後して、次代柱神を輩出した家が王朝交代を起こしてきたが、そうやって王朝が交代しても国名を変えないことから「古王国」とも称される。その理由は、ディエーンを築いた初代王家の始祖王が柱神の子供であり、王都に居を構える主要貴族のほとんどがその王家の血を引いているためであるという。そのためか、次代柱神の候補も有力貴族の子女であることが多い。
フィレア
ナルレイシアとマルルーネの出身地。よく言えば辺境、悪く言えば田舎。オーブエル男爵家が治めており、その影響力は強い。
ダランジェイド
エルスース王朝時代、ファラスース侯爵家が治めていた土地。王都よりも北にある。
アシャス
王都より南にある都市。歴史も古く、マルシアス侯爵家が治めており、その居城「黒鷲城」がある。
ファエン
保養地として有名な都市。温泉があるらしい。
セルフィア
アゼルフィアが住む街。王都とファエンの間の通過地点であり、レース編みが有名。
エアラン
翠唱子を手にしたナルレイシアらが訪れた街。王国南西部にあり、歴史もそこそこ古い。ロスタロイドを出たウォルセンが1年近く潜伏していた。
ガライラ大公国
スカルトードやネイスリーズの出身国。大公やその弟は祖父がネイスリーズの友人であったため、幼い頃からネイスリーズと親交がある。

## 既刊一覧
本編
黄の章
『天を支える者』2004年1月10日第1刷発行（2003年12月25日発売）、ISBN 4-08-600363-5
『天を支える者 2』2004年5月10日第1刷発行（4月27日発売）、ISBN 4-08-600413-5
『天を支える者 3』2006年12月10日第1刷発行（11月28日発売）、ISBN 4-08-600849-1
『天を支える者 4』2007年3月10日第1刷発行（3月1日発売）、ISBN 978-4-08-600884-6
緑の章
『緑風に誘われ』2008年2月10日第1刷発行（2月1日発売）、ISBN 978-4-08-601124-2
『緑の糸をたどって』2008年4月10日第1刷発行（4月1日発売）、ISBN 978-4-08-601149-5
『緑蘿の檻に囚われ』2008年7月10日第1刷発行（7月1日発売）、ISBN 978-4-08-601182-2
『緑玉の枷に繋がれ』2008年9月10日第1刷発行（9月2日発売）、ISBN 978-4-08-601204-1
『緑の鈴を、振る』2008年11月10日第1刷発行（10月31日発売）、ISBN 978-4-08-601225-6
『空に響く緑の鈴音』2009年2月10日第1刷発行（1月30日発売）、ISBN 978-4-08-601256-0
外伝
『天を支える者 古戀唄』全5巻
1. 2005年8月10日第1刷発行（7月29日発売）、ISBN 4-08-600624-3
2. 2005年12月10日第1刷発行（11月30日発売）、ISBN 4-08-600692-8
3. 2006年2月10日第1刷発行（2月1日発売）、ISBN 4-08-600729-0
4. 2006年5月10日第1刷発行（4月28日発売）、ISBN 4-08-600759-2
5. 2006年8月10日第1刷発行（7月28日発売）、ISBN 4-08-600799-1

『罠は、蜜の味』
2007年6月10日第1刷発行（6月1日発売）、ISBN 978-4-08-601023-8
『憧れは遠くに置きて抱くもの』
初出は雑誌『Cobalt』2013年3月号、『破妖の剣6 鬱金の暁闇16』に収録
関連作
空の呪縛（イラスト：明咲トウル）
『空の呪縛』2007年8月1日発売、ISBN 978-4-08-601052-8
『空の呪縛 月の堕ちるとき』2007年11月30日発売、ISBN 978-4-08-601101-3